# Bravehearts
Die Bravehearts sind eine Eastcoast-Hip-Hop- und Hardcore-Rap-Gruppe aus Queensbridge, die als Protegés von Nas gelten.

## Laufbahn
Die Gruppe begann als Trio, bestehend aus Jungle (Bruder von Nas), Wiz und Horse. Die erste Veröffentlichung hatten sie 1998 mit dem Lied I Wanna Live auf dem Soundtrack zu dem Hype-Williams-Film Belly. Anschließend traten sie noch 2000 mit zwei Stücken auf Nas’ Kompilation QB Finest auf, sowie 2002 mit einem Gastbeitrag auf 50 Cents Werk Guess Who’s Back?.
Ende 2003 erschien schließlich über das von Columbia Records vertriebene Label Ill Will Records das erste Studioalbum Bravehearted der Bravehearts, die mittlerweile nur noch als Duo aus Jungle und Wiz auftraten. Damit konnten sie Platz 75 der Billboard 200 erreichen.
Daraufhin folgte jedoch neben einem kommerziell unbedeutenden, zweiten Album von 2008 mit dem Titel Bravehearted 2 keine neue Musik mehr.

## Diskografie
- 2003: Bravehearted (Ill Will Records / Columbia Records)
- 2008: Bravehearted 2 (Megabucks Entertainment)

## Weblink
- Bravehearts bei AllMusic (englisch)